# Semih Kaplanoğlu
Semih Kaplanoğlu (Smirne, 1963) è un regista, sceneggiatore e produttore cinematografico turco.

## Biografia
Laureatosi presso la Facoltà di Belle Arti alla Università Dokuz Eylül (9 Settembre del 1922 - giorno della riconquista turca di Smirne), nel 1984 si è trasferito a Istanbul, dove ha lavorato per alcuni anni come copywriter per aziende pubblicitarie. Nel 1986 è diventato cameraman per documentari. Nel 1994 ha scritto la sceneggiatura della serie televisiva di successo di 52 episodi Şehnaz Tango. Si è dedicato dal 1987 anche all'attività di critico giornalistico relativamente a arte e cinema, a tal proposito dal 1996 al 2000 ha avuto una rubrica sul quotidiano turco Radikal.
Il suo primo film è datato 2001 ed è Herkes Kendi Evinde (trad. Via da casa). Con questo film ha trionfato all'International Istanbul Film Festival nella categoria "miglior film". Nel 2006 ha partecipato al Festival di Berlino con Meleğin Düşüşü (trad. La caduta di un angelo). Ha anche fondato una casa di produzione, la Kaplan Film. Nel 2007 dà l'avvio a una trilogia con Yumurta (Uova), a cui fanno seguito Süt (Latte) e Bal (Miele). Proprio con Bal (2010) ha vinto l'Orso d'oro al Festival di Berlino e ha ottenuto due candidature agli European Film Awards 2010 nelle categorie miglior film e miglior regista.

## Filmografia

### Regista
- Herkes kendi evinde (2001)
- Melegin düsüsü (2005)
- Yumurta (2007)
- Süt (2008)
- Bal (2010)